# Lunguinha
António Luís dos Santos Serrado dit Lunguinha est un footballeur angolais né le 16 janvier 1986 à Huambo. Il évolue au poste de défenseur avec le Kabuscorp.

## Carrière
- 2006-2009 : Atlético Petróleos do Huambo ( Angola)
- 2010-201. : Kabuscorp ( Angola)[1]